# Martin Ott (Historiker)
Martin Ott (* 1967/1968) ist ein deutscher Historiker, Lehrstuhlinhaber für Fränkische Landesgeschichte an der Universität Bayreuth mit Zweitmitgliedschaft an der Otto-Friedrich-Universität Bamberg und Direktor des Instituts für Fränkische Landesgeschichte beider Universitäten.
Martin Ott studierte an der Ludwig-Maximilians-Universität München und der University of Edinburgh Geschichte und Politische Wissenschaften. Er promovierte im Jahr 2000 am Institut für Bayerische Geschichte bei Walter Ziegler. Anschließend war er bei Ferdinand Kramer Assistent. 2011 folgte die Habilitation, die 2012 mit dem Max-Spindler-Preis ausgezeichnet wurde. Ab 2015 war er Lecturer in Early Modern European History am Department of History der National University of Ireland in Maynooth. 2016 wurde er dann auf den Lehrstuhl für Fränkische Landesgeschichte an der Universität Bayreuth mit Zweitmitgliedschaft an der Otto-Friedrich-Universität Bamberg berufen und baut das im Jahr 2017 gegründete Institut für Fränkische Landesgeschichte mit Sitz auf Schloss Thurnau als Gründungsdirektor auf.

## Schriften (Auswahl)
- Salzhandel in der Mitte Europas. Raumorganisation und wirtschaftliche Außenbeziehungen zwischen Bayern, Schwaben und der Schweiz 1750–1815 (= Schriftenreihe zur bayerischen Landesgeschichte. Band 165). C. H. Beck, München 2013, ISBN 978-3-406-10780-1 (eingeschränkte Vorschau in der Google-Buchsuche – Zugl.: München, Univ., Habil.-Schr., 2011).
- Die Regesten der Bischöfe von Freising. Band I: 739–1184 (= Regesten zur bayerischen Geschichte). Bearb. von Alois Weißthanner, fortgesetzt und abgeschlossen durch Gertrud Thoma und Martin Ott. C. H. Beck, München 2009, ISBN 978-3-406-37104-2.
- Die Entdeckung des Altertums. Der Umgang mit der römischen Vergangenheit Süddeutschlands im 16. Jahrhundert (= Münchener Historische Studien. Abt. Bayerische Geschichte. Band 17). Verlag Michael Laßleben, Kallmünz/Opf. 2002, ISBN 3-7847-3017-5, urn:nbn:de:bvb:19-175016 (Zugl.: München, Univ., Diss., 2001).